# Cyclone Ita
Pour les articles homonymes, voir Ita.
Le cyclone Ita est un système tropical localisé en Papouasie-Nouvelle-Guinée. Début avril 2014 et sous la forme d'un système de basse pression, il provoque de violentes crues dans les Salomon, tuant 23 personnes. Initialement désorganisées, les conditions météorologiques permettent le développement du système le 3 avril 2014. Sous l'emprise d'une trajectoire ouest, il devient un cyclone tropical le 5 avril. 
Le 10 avril 2014, Ita s'intensifie rapidement en ouragan de catégorie 4 ou cyclone tropical sévère de catégorie 5 selon la terminologie locale. De nombreuses alertes sont émises en Australie et il devait frapper le Queensland dès le 11 avril 2014. Après avoir touché l'Australie, Ita s'est affaiblie pour se dissiper totalement le 17 avril.

## Évolution météorologique
Le 1er avril 2014, une faible zone dépressionnaire se consolide lors de son passage sur les Salomon. Tandis qu'elle se forme et s'organise, le Bureau of Meteorology (BoM) de Brisbane définit ce système comme un cyclone tropical. Une profonde convection persiste dès le 2 avril.
Le 10 avril 2014, le cyclone s'intensifie rapidement en ouragan de catégorie 4 ou cyclone tropical sévère de catégorie 5 selon la terminologie locale. Tandis que le cyclone emprunte une trajectoire ouest-sud-ouest, des alertes sont émises dans le Queensland, en Australie, où le cyclone était attendu pour le 11 avril. Après avoir touché l'Australie, Ita s'est affaiblie pour se dissiper totalement le 17 avril.

## Préparations et impact

### Salomon
À la suite du cyclone précurseur d’Ita ayant affecté les Salomon, les autorités émettent des alertes aux fortes crues, à une perturbation tropicale et à la formation cyclonique. Presque deux jours de pluie continue causée par le cyclone mènent à de puissantes inondations dans les îles. Le Matanikau, parcourant la capitale Honiara, déborde le 3 avril et noie les habitats aux alentours. Des milliers de foyers ont été noyés. L'hôpital le plus proche fait évacuer 500 patients à la suite des inondations. Graham Kenna, de l'association Save the Children, explique que « cette escalade destructrice, c'est du jamais vu dans les Îles Salomon. »
De nombreuses inondations frappent Guadalcanal. Dans les îles, 21 personnes sont tuées et plus d'une quarantaine d'autres, blessées, sont recensées le 6 avril. Quelque 49 000 foyers sont détruits.

### Papouasie-Nouvelle-Guinée

Animation du cyclone, sur l'extrémité orientale de l'île de Nouvelle-Guinée, le 8 avril 2014.

Le service météorologique de Papouasie-Nouvelle-Guinée émet des alertes au cyclone tropical sur toute l'île de Nouvelle-Guinée et dans les communes côtières de Baie Milne.

### Australie
Le Bureau of Meteorology émet une alerte au cyclone le 9 avril sur toute la côte du Queensland entre Cape Grenville (en) et Port Douglas. Le Bureau affirme que le cyclone pourrait atteindre la catégorie 5 et devenir le cyclone le plus puissant ayant frappé le Queensland depuis le cyclone Yasi en 2011. Le 10 avril, le cyclone Ita devient un ouragan de catégorie 4 ou cyclone tropical sévère de catégorie 5 selon la terminologie locale. Des alertes sont alors émises dans le nord du Queensland entre Lockhart River (en) et Cairns. Des hélicoptères sont envoyés afin de trouver et alerter les secteurs isolés. 

## Répliques
Immédiatement après les inondations, Honiara et Guadalcanal sont déclarées en état de catastrophe naturelle par le gouvernement papou. La Nouvelle-Zélande offre une aide de 300 000 $ et déploie des équipes d'interventions et des vivres à bord d'un C-130 Hercules. L'Australie contribue à hauteur de 250 000 $ et envoie également des équipes de secours. Le 8 avril, l'Australie redouble d'efforts avec une aide de 3 millions de dollars. Taïwan offre 200 000 $ de vivres. Le 4 avril (5 avril à l'heure locale) un séisme de magnitude 6 sur l'échelle de Richter frappe les Salomon. Bien qu'il n'y ait aucun dégât directement lié à ce séisme, les autorités craignent la possibilité de glissements de terrain.